# Hincksina onychocelloides
Hincksina onychocelloides is een mosdiertjessoort uit de familie van de Flustridae. De wetenschappelijke naam van de soort is voor het eerst geldig gepubliceerd in 1956 door Mawatari.